# Stylochocestidae
Famille
Les Stylochocestidae sont une famille de vers plats marins du sous-ordre des Acotylea (ordre des Polycladida).

## Systématique
Le nom valide complet (avec auteur) de ce taxon est Stylochocestidae Bock, 1913.

## Liste des genres
Selon la base de données World Register of Marine Species (15 novembre 2023), la famille des Stylochocestidae regroupe les genres suivants :
- genre Barcoplana Bulnes, Faubel & Ponce de Leon, 2003
- genre Chatziplana Faubel, 1983
- genre Mabelaplana Bulnes, Faubel & Ponce de Leon, 2003
- genre Pentaplana Marcus, 1949
- genre Stylochocestus Laidlaw, 1904

Synonymes
Le genre Indistylochus Hyman, 1955 est remplacé par Stylochocestus Laidlaw, 1904.